# Mollisia fuscoparaphysata
Mollisia fuscoparaphysata är en svampart som beskrevs av Graddon 1977. Mollisia fuscoparaphysata ingår i släktet Mollisia och familjen Dermateaceae.   Inga underarter finns listade i Catalogue of Life.